# Sei Piring
Sei Piring is een bestuurslaag in het regentschap Asahan van de provincie Noord-Sumatra, Indonesië. Sei Piring telt 707 inwoners (volkstelling 2010).